# PTL-02
PLT-02 — китайский истребитель танков, разработанный в 1980 году. Создан на базе Тип 82.
Основной целью было создание недорогого, но высокомобильного истребителя танков. В настоящее время он широко используется китайской армией.

## Броня
Машина имеет сварной стальной бронекорпус. Обеспечивает всестороннюю защиту от огня 12,7-мм пулемета. Он также оснащен системой защиты от ядерного оружия и автоматического пожаротушения.

## Вооружение
Вспомогательное вооружение состоит из спаренного 7,62-мм пулемета и установленного на крыше 12,7-мм крупнокалиберного пулемета. Пулемет калибра 12,7 мм управляется командиром машины. Может применяться против наземных и воздушных целей. Системы управления огнем и наблюдения PTL02 были разработаны на базе основного боевого танка Type 88 и достаточно просты.
Вспомогательное вооружение состоит из спаренного 7,62-мм пулемета и установленного на крыше 12,7-мм крупнокалиберного пулемета. Пулемет калибра 12,7 мм управляется командиром машины. Может применяться против наземных и воздушных целей.

## Передвижение
PLT-02 оснащен дизельным двигателем Deutz BF8L413F с турбонаддувом мощностью 320 л.с. Двигатель расположен посередине. Автомобиль оснащен системой централизованного регулирования давления в шинах.

## Варианты
WMA-301 является экспортной версией PLT-02. Техника вооружена 105-мм орудием совместимым со всеми стандартными боеприпасов стандарта НАТО. Состоит на вооружении Камеруна, Чада, Джибути,Мьянмы, Сенегала.